# ジュアン・エンリク・ビベス・イ・シシリア
ジュアン・エンリク・ビベス・イ・シシリア（カタルーニャ語: Joan-Enric Vives i Sicília, 1949年7月24日 - ）は、スペインのカトリック聖職者。2003年から2025年までウルヘル司教に在任し、規定によりアンドラ公国の国家元首である共同公の1人となった。

## 略歴
1949年、小さな小売店を営んでいたフランセスク・ビベス・イ・ポンス（Francesc Vives i Pons）とコルネリア・シシリア・イバニェス（Cornèlia Sicília Ibáñez）の三男として、スペインのバルセロナで生まれた。1965年に神学校に入り、人文科学や哲学、神学を学んだ。1976年、生まれ育った教区であるサンタ・マリア・デル・タウラト・デ・バルセロナ（Santa Maria del Taulat de Barcelona）の司祭に任命された。1993年、バルセロナの補佐司教とニンの名義司教に任じられ、司教に叙階された。これにより、自動的にスペイン司教協議会（Spanish Episcopal Conference）の構成員となった。2001年、教皇ヨハネ・パウロ2世によってウルヘルの協働司教に任命された。2003年5月12日、長らくウルヘル司教を務めていたジュアン・マルティ・アラニスが引退したため、その後任となった。なお、ウルヘル司教はアンドラ公国の国家元首である共同公を兼ねる。同年7月10日にアンドラ・ラ・ベリャの「カサ・デ・ラ・バル」において、就任宣誓を執り行った。2010年3月、教皇ベネディクト16世から個人的表彰として大司教の称号を授与された。2025年5月31日にウルヘル司教からの辞任を表明し教皇レオ14世に受理され、アンドラの共同公も退任した。

## 栄典
- 2010年3月5日 - キリスト勲章グランド・クロス[3]